# フランクリン・ピアース
フランクリン・ピアース（Franklin Pierce, 1804年11月23日 - 1869年10月8日）は、アメリカ合衆国の軍人、政治家。第14代大統領。現在までニューハンプシャー州から選出された唯一の大統領である。
民主党員のピアースは「doughface」（奴隷制度に賛成した北部自由州の議員）であり、上下両院で議員として務めた。米墨戦争に従軍し、准将まで昇進した。ニューハンプシャーでの法律業務で成功し、いくつかの重要な地位に就くことになったが、後にそれを辞任する。その後彼は1852年民主党全国大会の49回目の投票において大統領候補に指名された。大統領選挙ではピアースとランニングメイトのウィリアム・R・キングは選挙人団投票においてで地滑り的勝利を収めた。彼らはホイッグ党のウィンフィールド・スコット、ウィリアム・グラハムに一般投票で22万票差、選挙人投票で212票差で勝利した。
ピアースはその外見と人当たりの良い個性で多くの友人を作ったものの、私生活においては恵まれなかった。大統領としては米国史上最悪の大統領の一人として評価される。彼はカンザス・ネブラスカ法を支持し、ミズーリ協定を撤廃、西部において奴隷制度を拡大することについての議論を再開したことで、北部における人気は急激に低下した。数名の外交官がオステンド・マニフェストを発行すると、ピアースの信用はさらに低下した。歴史家のデヴィッド・ポッターは、オステンド・マニフェストとカンザス・ネブラスカ法が「フランクリン・ピアース政権にとっての2つの災厄であった…この二つが世論の批判の雪崩を招いた。」と結論づけた。ポッターは「より重要なことは、彼らが政治的教義としてマニフェスト・デスティニーと「国民主権」を国民に永久に信用させなかったことだ」と言う。
ピアースは党に見捨てられ、1856年の大統領選挙では大統領候補に指名されず、ジェームズ・ブキャナンが後任として民主党候補に指名された。党の指名を失い、妻が1863年に死去した後、ピアースは余生をアルコールとの戦いで費やした。南北戦争において連合国の支持を表明すると、彼の評判は更に低下した。そして、ピアースとジェファーソン・デイヴィスとの私信がプレスによって公表された。彼は1869年に肝硬変のために死去した。
フィリップ・クンハートとピーター・クンハートは、多数の歴史家が述べた視点を反映したドキュメンタリーを製作した。ピアース大統領は「自身の短所を理解していなかった善人である。彼は本当に信心深く、妻を愛し、妻の方法に適応し、妻に真の愛情を示すことができるように、自身を再構築した。彼はニューハンプシャーで最も人気がある男性の一人であり、礼儀正しく、思慮深く、政治ゲームに熟達していた。そして、魅力的で、素晴らしく、ハンサムであった。しかしながら、彼は臆病で、変わっていくアメリカ社会に対処することができないと批判された」。

## 生い立ち
フランクリン・ピアースは1804年11月23日にニューハンプシャー州ヒルズボロの丸太小屋で生まれる。19世紀に生まれた初の大統領であった。出生地は現在フランクリン・ピアース湖の底となっている。父ベンジャミン・ピアースは開拓地で農業を営み、アメリカ独立戦争時には州民兵の司令官を務め、ニューハンプシャー州知事を2度務めた。祖先のトーマス・ピアース（1623年 - 1683年）はイングランド、ノーフォークのノリッジに生まれ、マサチューセッツ湾植民地に入植した。母親はアンナ・B・ケンドリックであった。彼は8人の子供の5番目であり、4人の兄弟と3人の姉妹がいた。バーバラ・ピアース・ブッシュはピアースの遠戚に当たる。

## 経歴
ピアースはハンコックとフランセスタウンの専門学校に入学した。その後フィリップス・エクセター大学進学予備校に入学し、1824年にメイン州ブランズウィックのボウディン大学を卒業した。彼は法律を学び、1827年にヒルスボローで法曹界に入り弁護士業を始めた。1829年から1833年まで州立法議会のメンバーで、1832年から1833年まで議長を務めた。その後第23と第24議会(1833年3月4日 - 1837年3月3日)への民主党議員に選出された。続いて上院議員に選出され、1837年3月4日から1842年2月28日まで同職を務めた。彼は第26議会で年金委員会の議長だった。
上院議員職後、ピアースはコンコードで法律業務を再開した。彼はニューハンプシャー州の地方検事で、ジェームズ・ポーク大統領によって任命された司法長官職を断わった。米墨戦争が始まると大佐として従軍し、准将に昇進した。1850年にはニューハンプシャー州憲法制定会議の議長を務めた。 
ピアースは民主党候補として大統領に選ばれ、1853年3月4日から1857年3月3日まで在任した。公私にわたり不遇で、子供は3人いたがいずれも早くに亡くしており、また大統領就任早々に副大統領も失っている。民主党の指名を失った後に、彼は「酔っぱらう以外に何も残されていない」と冗談を言った。極度のアルコール依存に陥り、1869年10月8日に肝硬変のためコンコードで死去し、古い北の墓地、マイナット・インクロージャーに埋葬された。

### 内閣
| 職名     | 氏名                       | 任期            |
| -------- | -------------------------- | --------------- |
| 大統領   | フランクリン・ピアース     | 1853年 - 1857年 |
| 副大統領 | ウィリアム・R・キング      | 1853年          |
| 国務長官 | ウィリアム・マーシー       | 1853年 - 1857年 |
| 財務長官 | ジェイムズ・ガスリー       | 1853年 - 1857年 |
| 陸軍長官 | ジェファーソン・デイヴィス | 1853年 - 1857年 |
| 司法長官 | ケイレブ・クッシング       | 1853年 - 1857年 |
| 郵政長官 | ジェイムズ・キャンベル     | 1853年 - 1857年 |
| 海軍長官 | ジェイムズ・ドビン         | 1853年 - 1857年 |
| 内務長官 | ロバート・マクレランド     | 1853年 - 1857年 |

## 人物・逸話
ナサニエル・ホーソーンとヘンリー・ワズワース・ロングフェローは、ボウディン大学の親友だった。このことから、歴代大統領の中で一番の文学愛好家だったとする評価がされている。
妻ジェーン・アプルトンはボウディン大学学長の娘だった。夫の大統領就任以前に2人の息子を幼いうちに病気で相次いで失い、大統領当選後、就任2ヵ月前に息子ベンジャミン（11歳）をボストンからニューハンプシャーに向かう列車の脱線事故のため、夫妻の目の前で亡くした。ジェーンは元来大統領選挙出馬に反対していたが、この事故について神が夫に国務に精励するために求めた犠牲と考えた。そのため、ジェーンはファースト・レディの仕事に全く関心を持たず、就任式にも出ず、終始喪服で通したため、ホワイトハウスは葬儀屋のようになった。祝宴が終わった後、大統領は真っ暗になったホワイトハウスの中で秘書1人を連れて、蝋燭の明かりを頼りに2階の寝室にたどり着いた、といわれる。このため、ファースト・レディの代理は大統領の叔母アビー・ミーンズ夫人が務めた。
アメリカ合衆国大統領は就任時に、憲法の擁護を「誓う、または確約する(Oath or Affirmation)」ことが求められるが、2022年現在、「確約する(Affirm)」と宣言した唯一の大統領である。
身長は5フィート10インチ（約178cm）だった。
また日本人が初めて会ったアメリカの大統領である。漂流民の浜田彦蔵と1853年に会談を果たした。また将軍徳川家定へ親書を送り、駐日領事のタウンゼント・ハリスがアメリカの外交官として初めて将軍への謁見が許され、親書を呈した。